# Borrellys komet
Borrellys komet (19P/Borrelly) är en periodisk komet, vilken besökts av rymdsonden Deep Space 1. Kometen upptäcktes av Alphonse Borrelly under en rutinsökning efter kometer i Marseille i Frankrike den 28 december 1904.

## Deep Space 1:s förbiflygning
Den 21 september 2001 gjorde rymdsonden Deep Space 1, som sänts upp för att testa ny utrustning i rymden, en förbiflygning av 19P/Borrelly. Sonden styrdes mot kometen under sitt förlängda uppdrag och gav forskarna en oväntad bonus. Trots strejkande system, som skulle hjälpa den att bestämma sin orientering, lyckades Deep Space 1 sända information och bilder till jorden. Dessa var bättre än några tidigare bilder av eller vetenskapliga data från en komet.

## Fysiska egenskaper

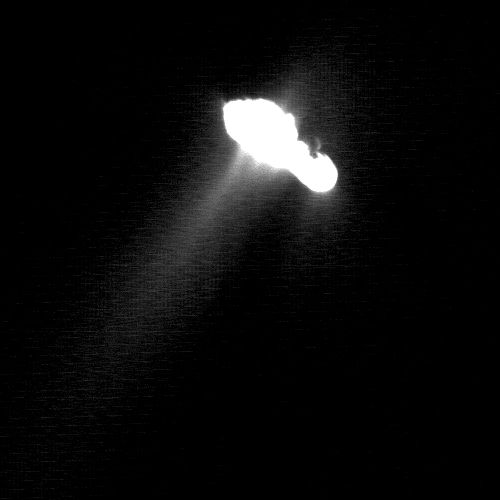
Jetstrålar skjuter ut från kärnan.

19P/Borrellys kärna består av is och sten. För kamerorna visade ytan upp ett landskap med varierande terräng med ytformationer såsom berg och ofullbordade strukturer. Mörkt material syntes över hela kärnans yta. En annan överraskande upptäckt var en aktiv region på ungefär 3 kilometer. Ut från denna region kastades stora jetstrålar. Forskarna har genom att studera bilderna med säkerhet fastställt att dessa jetstrålar kommer från tre mindre ytstrukturer.